# Alexander Boksenberg
Alexander Boksenberg (* 18. März 1936) ist ein britischer Physiker und Astronom.

## Leben
Boksenberg war von 1978 bis 1981 Professor für Physik und Astronomie am University College London. Anschließend war er bis 1989 Professor für Astronomie an der University of Sussex. Von 1981 bis 1996 war er Direktor des Royal Greenwich Observatory und des Royal Observatory Edinburgh. 1996–1999 war er Honorarprofessor für Experimentelle Astronomie an der University of Cambridge.
Boksenberg forscht im Bereich der aktiven Galaxienkerne, dem intergalaktischen Medium und interstellarem Gas in frühen Galaxien. Nach seiner Emeritierung ist er weiterhin am Institute of Astronomy an der University of Cambridge tätig.

## Auszeichnungen
- 1978 Fellow of the Royal Society[1]
- 1989 Mitglied der Academia Europaea[2]
- 1996 Commander des Order of the British Empire
- 1998 Jackson-Gwilt-Medaille
- 1999 Hughes-Medaille
- 2000 Glazebrook Medal

## Eponyme
Der am 25. Juni 1979 entdeckte Asteroid (3205) Boksenberg wurde 1988 nach ihm benannt.